# Panotrogus hirsutus
Panotrogus hirsutus är en skalbaggsart som beskrevs av Moser 1913. Panotrogus hirsutus ingår i släktet Panotrogus och familjen Melolonthidae. Inga underarter finns listade i Catalogue of Life.